# Jean Wathier de Besche
Jean Wathier de Besche, född 28 februari 1800 i Östra Skrukeby församling, Östergötlands län, död 20 juli 1879 i Drothems församling, Östergötlands län, var en svensk präst och författare.

## Biografi
Jean Wathier de Besche föddes 1800 på Grimstad i Östra Skrukeby församling. Han var son till majoren Hubert Gillis de Besche vid Livdrabanterna och friherrinnan Ulrica Sparre, bosatta i Söderköping. de Besche studerade i Linköping och blev höstterminen 1819 student vid Uppsala universitet. Han prästvigdes 4 januari 1824 till huspredikant på Stavsäter i Vists församling. de Besche blev 18 maj 1825 lärare vid växelundervisningsskolan i Söderköping, tillträdde direkt och 1826 även brunnspredikant vid Söderköpings brunn. Han blev 10 mars 1830 komminister i S:t Laurentii församling, Söderköping, tillträdde samma år och avlade 20 april 1831 pastoralexamen. de Besche blev 16 april 1860 kyrkoherde i Drothems församling, tillträdde 1861 och avled 1879 i församlingen.

### Familj
de Besche gifte sig 3 juli 1825 med Anna Charlotta Ullvin (1806–1894), dotter till kyrkoherden Erik Ullvin i Drothems församling. De fick tillsammans barnen Charlotta Catharina Ulrica Mathilda de Besche (1826–1862) som var gift med hemmansägaren Gottarhd Svensson i Tingstads socken, Sophia Emilia Lovisa de Besche (född 1828), Vendela Augusta Wilhelmina de Besche (1830–1858), bruksförvaltaren Hubert Gillis Wathier de Besche (1833–1906) på Lögdö bruk i Medelpad, Althea Amalia Eleonora de Besche (1833–1834) och Sigge Watheri August Georg de Besche (1837–1837).